# La bella y la bestia 2
La bella y la bestia 2: Una Navidad encantada (Beauty and the Beast: The Enchanted Christmas en inglés) es la primera secuela de la película de animación de 1991, La bella y la bestia. La intercuela toma lugar dentro de la primera película (en el periodo de tiempo entre la Navidad en la que la Bestia le obsequia la biblioteca a Bella y la batalla con Gastón). En esta película, la Bestia prohíbe la Navidad (puesto que su transformación ocurrió durante esta festividad), hasta que Bella, Lumière, Din Don, la Señora Potts y Chip lo convencen de que la Navidad es una época alegre. El filme también muestra, con más detalle, cómo el hechizo que transformó al castillo tuvo lugar.

## Sinopsis
La película comienza en el castillo de la Bestia en la época navideña, todos los personajes son ya humanos dado que el hechizo ya se ha roto pero la Sra. Potts comienza a contar la historia de la Navidad pasada en la cual el hechizo aún seguía vigente.
El eje de la película es el intento de Bella por convencer a la Bestia de que las Navidades son una época de amor, paz y esperanza y por tanto que las celebren en el castillo, pero la Bestia no está de acuerdo, fue en Navidad cuando la hechicera lo transformó. Al principio, Lumière, Din Don, la Sra. Pots y Chip intentan unir a Bella y a su amo el día de Nochebuena para que se enamoren por lo que convencen a Bella para que salga al exterior y se encuentre con la Bestia. Ahí comienza probablemente la escena más clásica de la película, los dos patinan sobre hielo hasta que Flautín el asistente de Forte el compositor del castillo que fue convertido en un órgano de piano) les hace caer y la Bestia, al observar su monstruosa silueta sobre la nieve, enfurece. El resto del tiempo Forte chantajea a Flautín (él un poco torpe malvado) para que separe a Bella y a Bestia para arruinar la Navidad fue quien robo los regalos y corto el árbol.
Bella intenta introducir la Navidad en el castillo por lo que primero deposita un libro junto a la rosa encantada para que al encontrarlo la Bestia el día de Navidad su corazón se ablande. Posteriormente sube al desván con Chip y Lumière para convencer a Angelique (la antigua decoradora del castillo transformada en un ángel de adorno) de que les ayude en su misión. Esta, decepcionada por haber sido olvidada durante mucho tiempo, se niega, pero Bella finalmente persuade a los adornos navideños (que en realidad eran niños transformados por el hechizo) de que se coloquen por toda la casa mientras cantan la canción central de la película "Se alegran las almas" que luego repetirán.
Los sirvientes junto a Bella consiguen una gran decoración, pero les falta un árbol. Forte llama la atención de Bella tocando una canción, cuando esta acude a la sala donde el malvado órgano de piano reposa. Este la intenta convencer de que busque un árbol en el peligroso bosque negro. Bella se niega, había prometido a la Bestia que no saldría de las tierras del castillo, pero Forte finalmente consigue que Bella, casi engañada, acepte. Además de todo esto, Forte ordena a Flautín que se deshaga de la chica y de Chip en el bosque. Cuando la Bestia encuentra el regalo de Bella tiene la idea de regalarle una canción compuesta por Forte. Tras componer esta canción, Bestia ordena a Din Don que busque a Bella pero como había salido al Bosque Negro, el sirviente no la encuentra. Forte le dice a la Bestia dónde había ido Bella, sin decirle, claro, que fue él quien la envió, y acto seguido, Bestia va a buscarla, furioso. 
Bella en su búsqueda del árbol con Chip y Philipe (el caballo) tiene que cruzar un lago congelado. En el trineo que los lleva viaja también Flautín quien en un bache cae al suelo y resulta descubierto por Bella. Naturalmente, le pregunta qué hace allí y él, nervioso, no puede evitar lanzar un agudo silbido que asusta a Philipe haciéndole romper el hielo de una coz. Chip cae al agua y al intentar salvarle, Bella también cae. La Bestia llega justo a tiempo para salvarla pero, como ella no ha cumplido su palabra, la encierra en una mazmorra con la intención de retenerla allí para siempre.
Bella encerrada y la Bestia enfurecida, los sirvientes del castillo entran en la mazmorra para acompañar a la joven incluso Angelique, el ángel de Navidad.
La Bestia entristecida y decepcionada, conversa con Forte y éste lo consuela echando la culpa de sus desgracias a la rosa encantada que permitía que el hechizo se pudiera romper, el malvado órgano de piano convence a la Bestia de que la destruyera y se quedaran así por siempre, pero en el mismo instante en el que el amo levanta la garra para aplastarla, uno de sus pétalos cae sobre el regalo de Bella. La Bestia arrepentida, abre el regalo y lee el libro que contiene un cuento que habla de la Navidad, de la paz, de la esperanza y entonces corre a sacar a Bella de la mazmorra. Le pide perdón y permite que celebren la Navidad.
Forte muy enfurecido, comienza a hacer un terrible estruendo provocado por sus tubos del órgano, Flautín corre a convencer a Forte de no destruir el castillo pero solo lo ignora, Bestia trata de salvar a Bella pero es en vano ya que el castillo está a la mitad, la Bestia corre al ala oeste a impedir más caos provocado por Forte pero eso lo hace enojar más y lo golpea con su música. Bella ve la oportunidad de salvar a todos y usa como puente un tablón de madera para poder cruzar y llegar con la Bestia. Forte enfurecido sigue tocando su música más fuerte y decide acabar con todo el castillo, Flautín le dice a su amo que agarre el teclado solo así se parada todo. La Bestia avanza con precaución hacia el teclado mientras que Forte sigue con sus melodías, con todas sus fuerzas la Bestia levanta el teclado y lo avienta contra el suelo rompiéndolo. Forte se debilita y se zafa del muro y cae provocando su propia muerte.
Por fin, se decora el castillo y la historia contada por la Sra. Pots, concluye. Por último Bella y su amado (ya humano) con la emotiva banda sonora de fondo, salen a la terraza y contemplando las estrellas, el amo le regala una rosa en una caja.

### Banda sonora
- Llegan ya las Navidades: Al comienzo de la producción y como apertura para esta aparecen muestra unas cascadas y la imagen va acercando al castillo encantado. La gente entra en el castillo mientras canta esta versión del villancico Deck de Halls, al final la canción acaba siendo cantada por Angelique, Marsha, Lumière, Dindon y la Sra Pots.

- Cuentos: Chip y Bella hablan sobre el regalo que esta le hará a la Bestia, es ahí cuando la joven canta una canción sobre historias mientras le fabrica un cuento a la Bestia.

- Se alegran las almas: Canción que comienza cantando Bella, es la canción central de la película y comienza pausada y en tono solemne característica que cambia cuando Bella, Chip, Lumière, Angelique y los adornos salen del desván y comienzan los preparativos de Nochebuena. Ahí es cuando todos los demás se suman a la canción aportando cada uno de ellos unas frases (como es típico en otras canciones de Disney como "Qué festín") mientras adornan el castillo.

- No es más que amor: Esta canción está cantada por Avenant dirigiéndose a la Bestia en la que trata de convencerle de la inutilidad de su amor por Bella.

- Se alegran las almas (rep): El cénit de la película se alcanza en esta canción interpretada por Angelique y Bella cuando esta se encuentra en cautiverio. La tristeza y la esperanza son los principales distintivos de esta canción que trata de recoger el sentido de la Navidad.

- Nadie tan especial: Es cantada por Bella, Lumière y Din Don, en donde Lumière y Din Don discuten sobre quién será nadie tan especial en la Navidad hasta que Bella les convence a estar de acuerdo el uno con el otro.

## Doblaje al español hispanoamericano
- Bella: Diana Santos
- Bella (Canciones): Blanca Flores
- Bestia: Arturo Mercado
- Lumière: Carlos Petrel
- Sra. Potts: Norma Herrera
- Din Don: Moisés Palacios
- Chip: Manuel Bermúdez
- Angelique: Cony Madera
- Forte: Humberto Solórzano
- Marsha: Microsoft Wan
- Larry: Raúl Aldana
- Hacha: Herman López
- Hada: Cristina Camargo

## Doblaje en español de España
- Bella: Inés Moraleda
- Bestia: Jordi Brau
- Chip: Michelle Jenner
- Lumière: Miguel Ángel Jenner
- Sra. Pots: Marta Martorell
- Din Don: Antonio Gómez de Vicente
- Din Don (canciones): Eduard Doncos
- Angélica: Mercedes Montalá
- Angélica (canciones): María Caneda
- Avenant: Joan Crosas
- Larry: Rafael Calvo
- Hacha: Lluís Marco
- Hechicera: Joël Mulachs y (siendo la anciana) Lola Oria
- Fifí: Carmen Ros